# 가도하라 가오루
가도하라 가오루(일본어: 門原 かおる, 1970년 5월 25일 ~ )는 일본의 은퇴한 여자 축구 선수이다.

## 국가대표팀 경력
그녀는 1993년 AFC 여자 축구 선수권 대회에 참가할 일본 국가대표팀에 발탁되었으며, 12월 4일 중화 타이베이과의 경기에서 데뷔했다. 1994년 아시안 게임 은메달, 1995년 AFC 여자 축구 선수권 대회 준우승 획득에 기여했으며 1995년 FIFA 여자 월드컵, 1996년 하계 올림픽에도 출전했다. 그녀는 1996년까지 국제 A매치 12경기에 출전해서 1득점을 넣었다.

## 통계
| 일본 | 일본 | 일본 |
| 연도 | 출전 | 득점 |
| ---- | ---- | ---- |
| 1993 | 4    | 1    |
| 1994 | 2    | 0    |
| 1995 | 2    | 0    |
| 1996 | 4    | 0    |
| 통산 | 12   | 1    |